# Thierry Zéno
Thierry Zéno (Namur, 1950. április 22. – 2017. június 7.) belga filmrendező, forgatókönyvíró, operatőr, vágó, producer.

## Filmjei
- Bouche sans fond ouverte sur les horizons (1971, dokumentum-rövidfilm, rendező, producer)
- Vase de noces (1974, rendező, forgatókönyvíró, operatőr, vágó, producer)
- Death in California, a Gentle Exit (1978, tv-dokumentumfilm, rendező, producer)
- Des morts (1979, dokumentumfilm, rendező, operatőr, vágó, forgatókönyvíró)
- Les Hmong et la mort (1980, dokumentumfilm, rendező)
- Ciné-tics II (1982, rövidfilm, rendező, producer)
- Les muses sataniques (1983, dokumentumfilm, rendező, forgatókönyvíró, operatőr)
- Les tribulations de saint Antoine (1984, dokumentum-rövidfilm, rendező, producer)
- Artifices d'acier (1986, dokumentum-rövidfilm, rendező)
- Contes pour enfants de moins de trois ans (1987, rendező)
- Eugène Ionesco, voix et silences (1987, rendező, forgatókönyvíró, operatőr, vágó, producer)
- Chroniques d'un village Tzotzil (1992, rendező)
- ¡Ya Basta! Le cri des sans-visage (1997, dokumentumfilm, rendező, producer)
- Ce tant bizarre monsieur Rops (2000, dokumentumfilm, rendező, producer)